# Kacevac
Kacevac är ett samhälle i Bosnien och Hercegovina.   Det ligger i entiteten Republika Srpska, i den östra delen av landet, 110 km nordost om huvudstaden Sarajevo. Kacevac ligger 197 meter över havet och antalet invånare är 298.
Terrängen runt Kacevac är platt åt nordost, men åt sydväst är den kuperad. Närmaste större samhälle är Bijeljina, 16,5 km norr om Kacevac. 
Omgivningarna runt Kacevac är en mosaik av jordbruksmark och naturlig växtlighet. Runt Kacevac är det ganska tätbefolkat, med 67 invånare per kvadratkilometer.